# Lakiya
Lakiya (en hebreo: לקיה) es una población beduina y un concejo local, el pueblo está ubicado en el Distrito Meridional de Israel. En 2018 Lakiya tenía una población de 13.394 habitantes.

## Historia del pueblo
Lakiya fue fundado en 1985 como parte de un proyecto del gobierno israelí para asentar a los beduinos del Néguev en asentamientos permanentes. Lakiya es uno de los siete pueblos originales planeados por el gobierno en el desierto del Néguev. 

## Nivel de ingreso medio
En diciembre de 2009, la población tenía un ingreso medio de 4360 nuevos séquels israelíes (NIS), comparada con la media nacional de 7070 nuevos séquels. Solamente el 58,2 % de los estudiantes de duodécimo grado conseguían graduarse en el instituto local.

## Elecciones locales
En 1999 las primeras elecciones locales fueron celebradas, con el jeque Ibrahim Abu Maharab elegido como el jefe del consejo local. Abu Maharab fue más tarde sucedido por Khaled Al-Sana.

## Demografía
Según la Oficina Central de Estadísticas de Israel (OCEI), la población de Lakiya era de 9943 personas en diciembre del año 2010 (7600 en diciembre del año 2004). Su tasa de crecimiento anual es del 3,1 %. La jurisdicción de Lakiya tiene una área de 5728 dunams, una cifra equivalente a 5,7 kilómetros cuadrados (km²).

## Clanes familiares
Hay varios clanes de beduinos que residen en Lakiya, el clan Al-Sana es el mayor de ellos. Otras familias son los Al-Assad, Abu Ammar y Abu Maharab. Algunos clanes no viven dentro de Lakiya, sino en los territorios adyacentes.

## Economía
En 2013, las mujeres beduinas de Lakiya y otras poblaciones beduinas, participaron en un curso de diseño de moda, en el colegio Amal de Beerseba, recibiendo lecciones de costura y corte, empoderamiento personal e iniciativas de negocios.